# Fulgora
Este artigo é sobre o género de insectos; para a figura da mitologia romana, ver Fulgora (mitologia)
Fulgora é um género de insetos da família dos fulgorídeos que agrupa várias espécies de homópteros fitófagos de grandes dimensões com distribuição natural nas regiões tropicais da América do Sul e da América Central. Inclui, entre outras espécies, a jequiranaboia (do tupi-guarani: iakirána = "cigarra" e mboia = "cobra"), um tipo de cigarras conhecida também por cobra-voadora.

## Descrição
O género de fulgorídeos designado por Fulgora agrupa diversas espécies de insectos sugadores de seiva (fitófagos sugadores) da América Central e do Sul. O género inclui 9 espécies, entre as quais as jequiranaboias (do tupi-guarani: iakirána = "cigarra" e mboia = "cobra"), um tipo de cigarras conhecida também por cobra-voadora, machaca, jequitirana mbóia, jequitiranaboia ou jaquiranaboia. A cabeça assemelha-se ligeiramente à de um réptil (cobra ou jacaré), com falsos dentes. A cobra-de-asa ou cigarra-cobra é inofensiva, mede até 8 centímetros de comprimento, alimenta-se de vegetais e seiva de árvores.
As nove espécies validamente descritas são na sua maioria semelhantes na aparência, com diferenças na forma da cabeça (muitas vezes bastante subtis) e nos padrões de coloração das asas.
A mais conhecida e difundida destas espécies é Fulgora laternaria, que pode medir até 80 mm de comprimento, mas existe alguma confusão em relação à validade de algumas das espécies actualmente reconhecidas. A espécie tipo de Fulgora é Cicada laternaria Linnaeus 1758, assim designada pelo plenário da ICZN em 1954.
As espécies do Velho Mundo atribuídas a este género foram movidas para o género Pyrops.

## Galeria

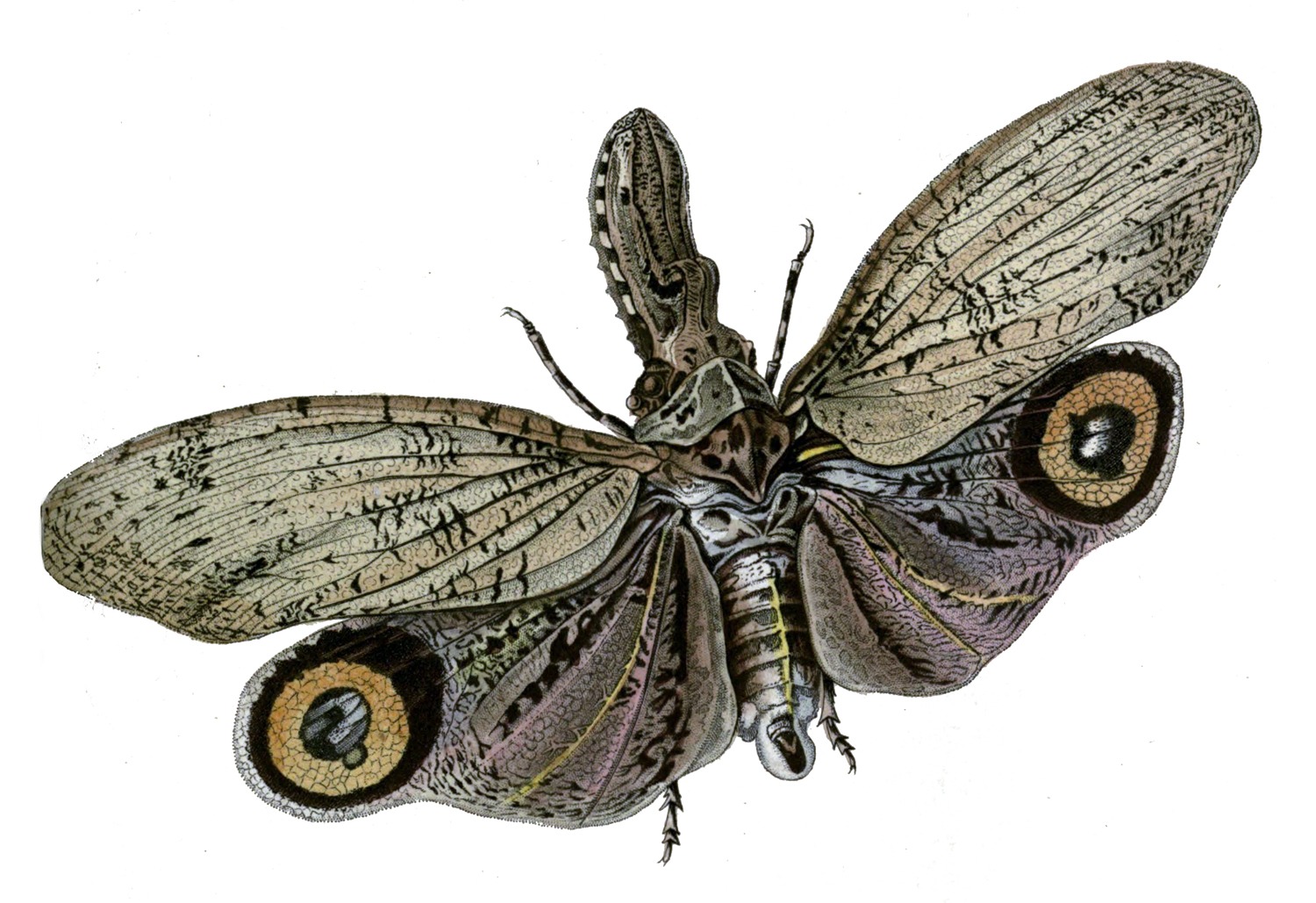
Fulgora castresii
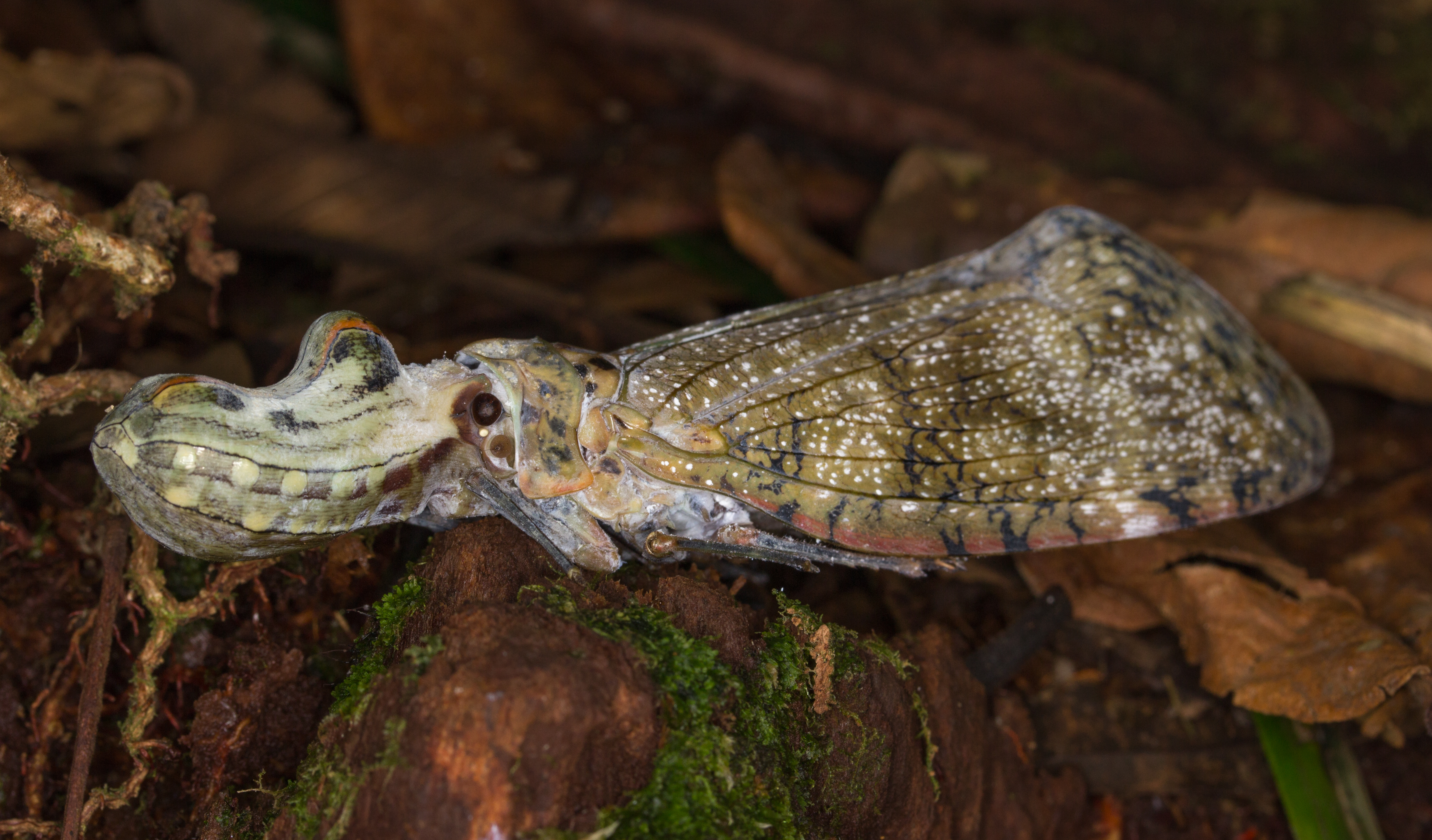
Fulgora lampetis
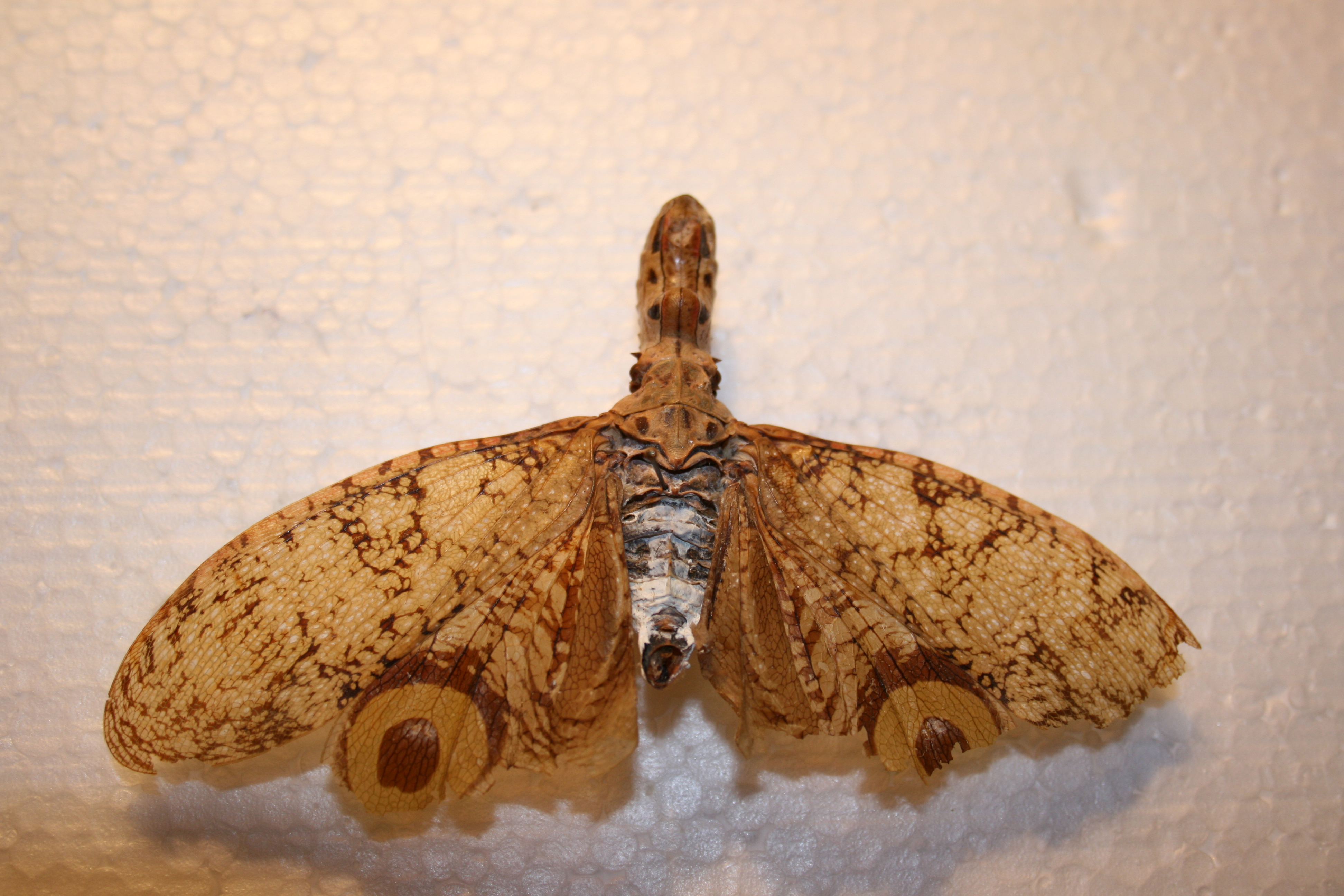
Fulgora laternaria
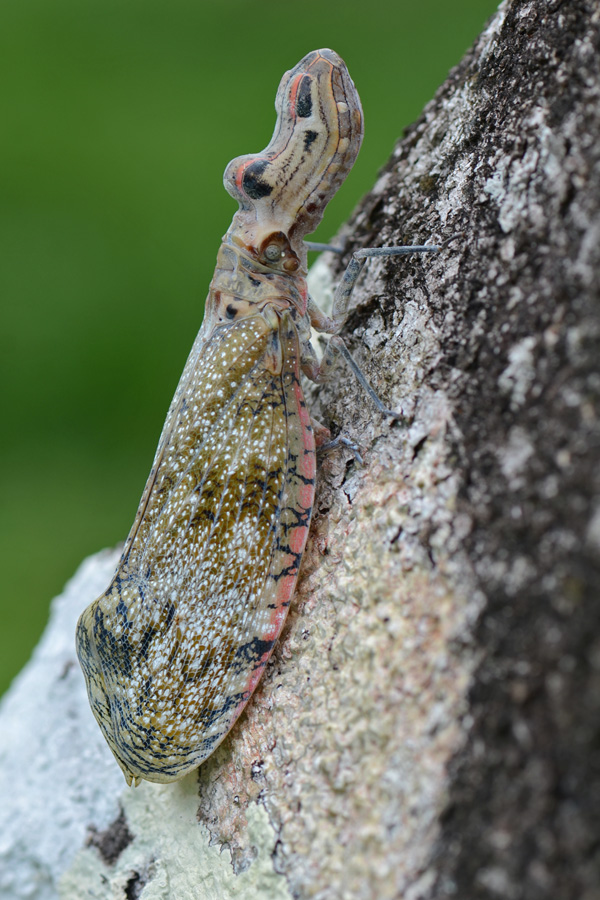
Fulgora sp.
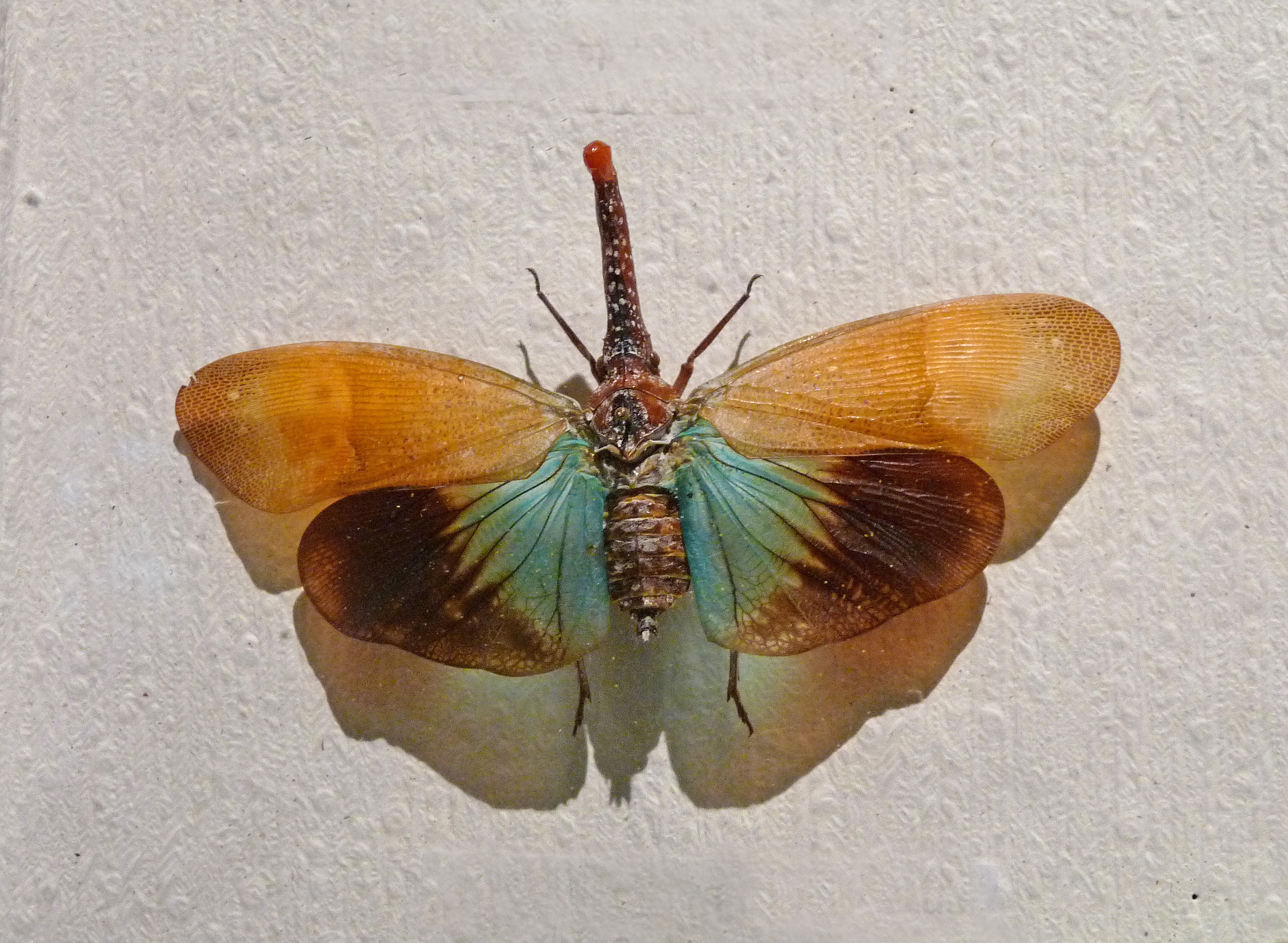
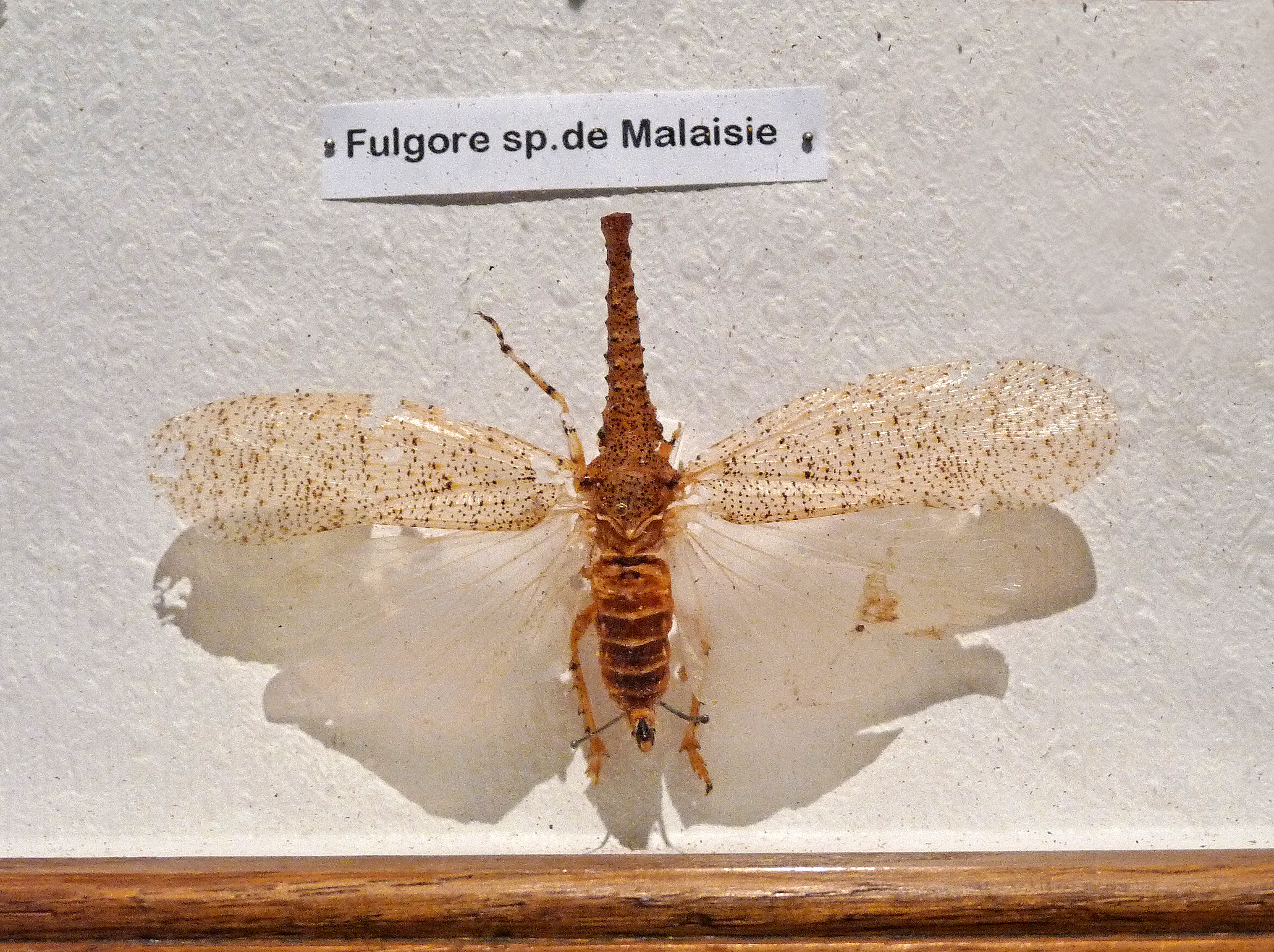
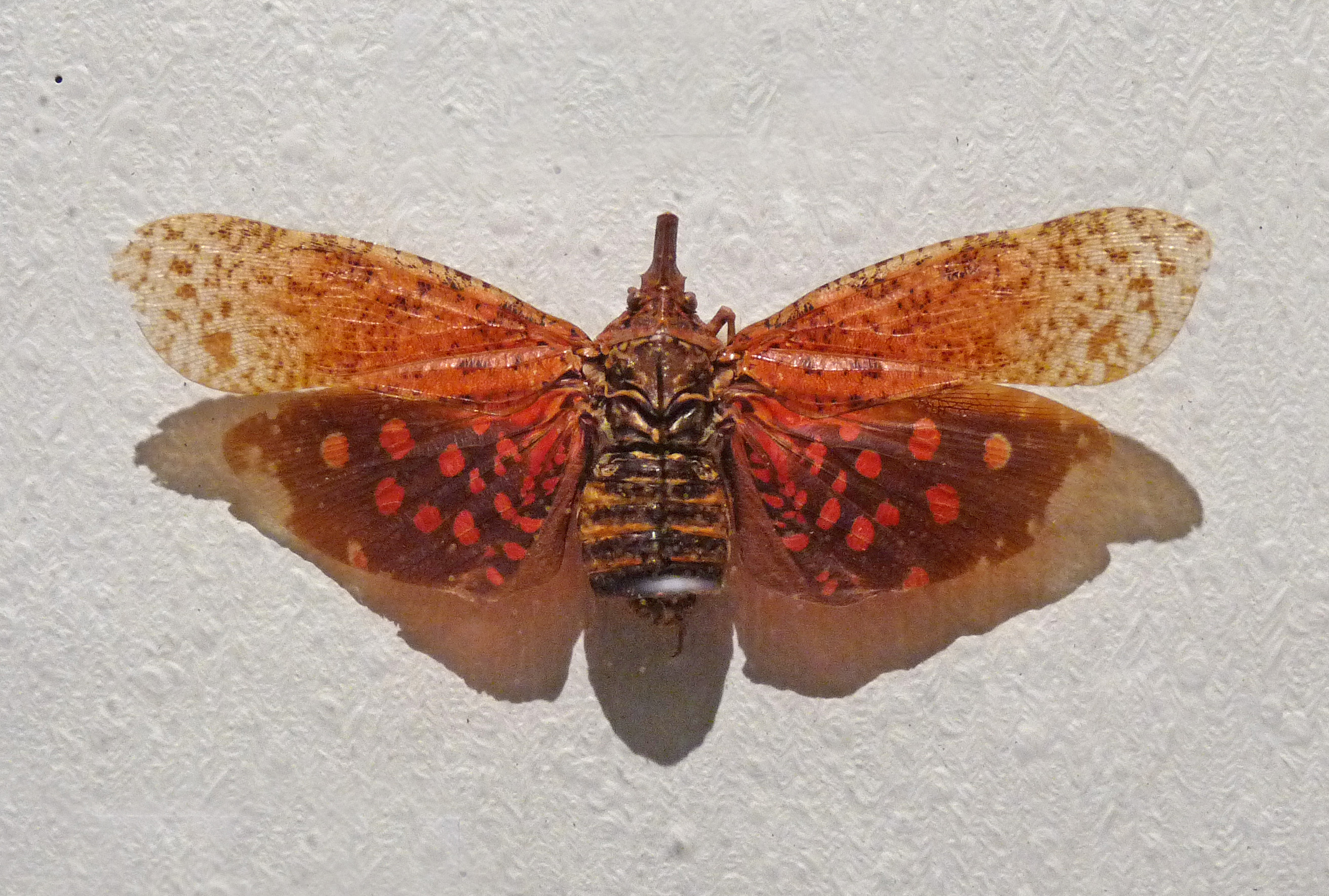
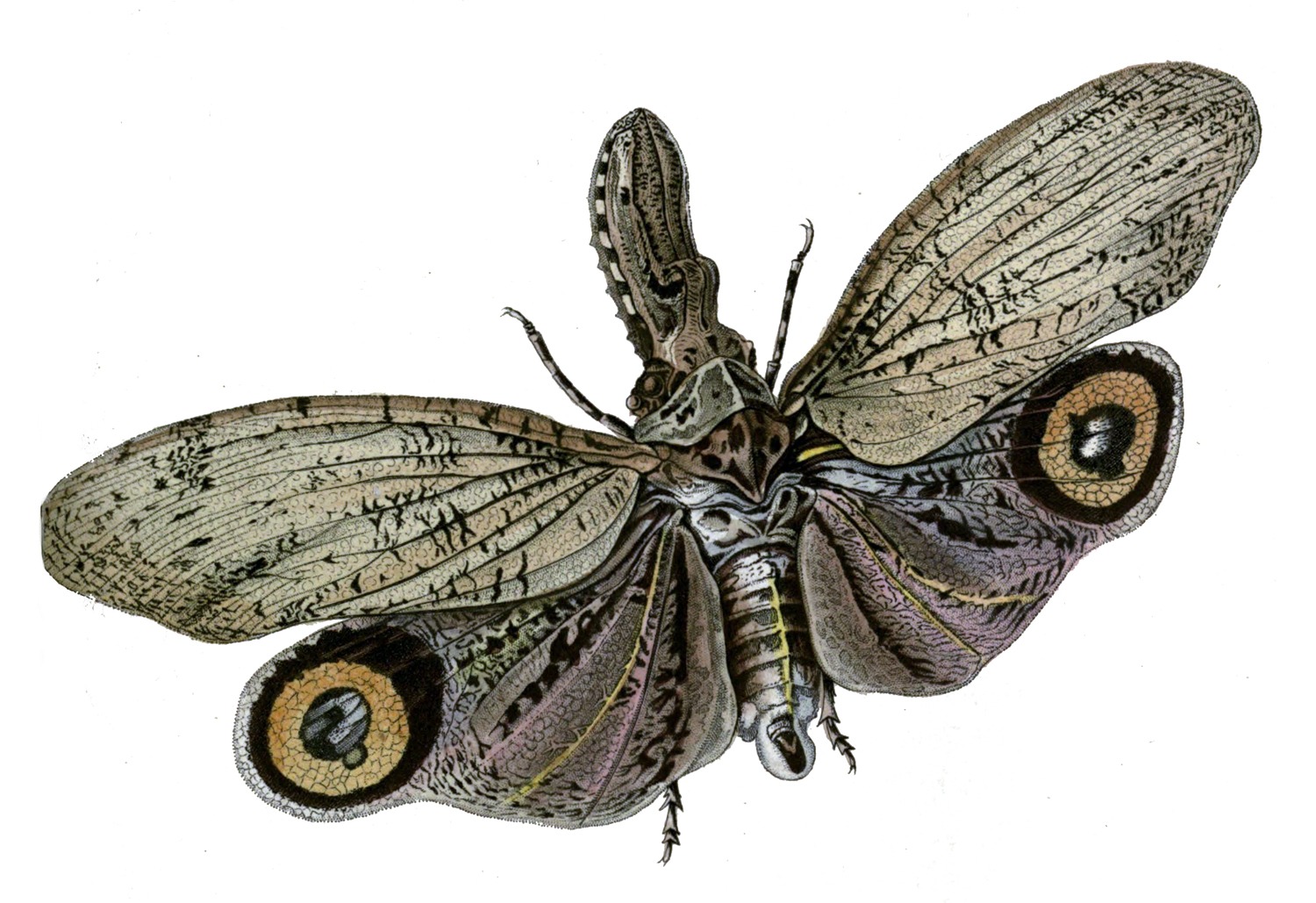
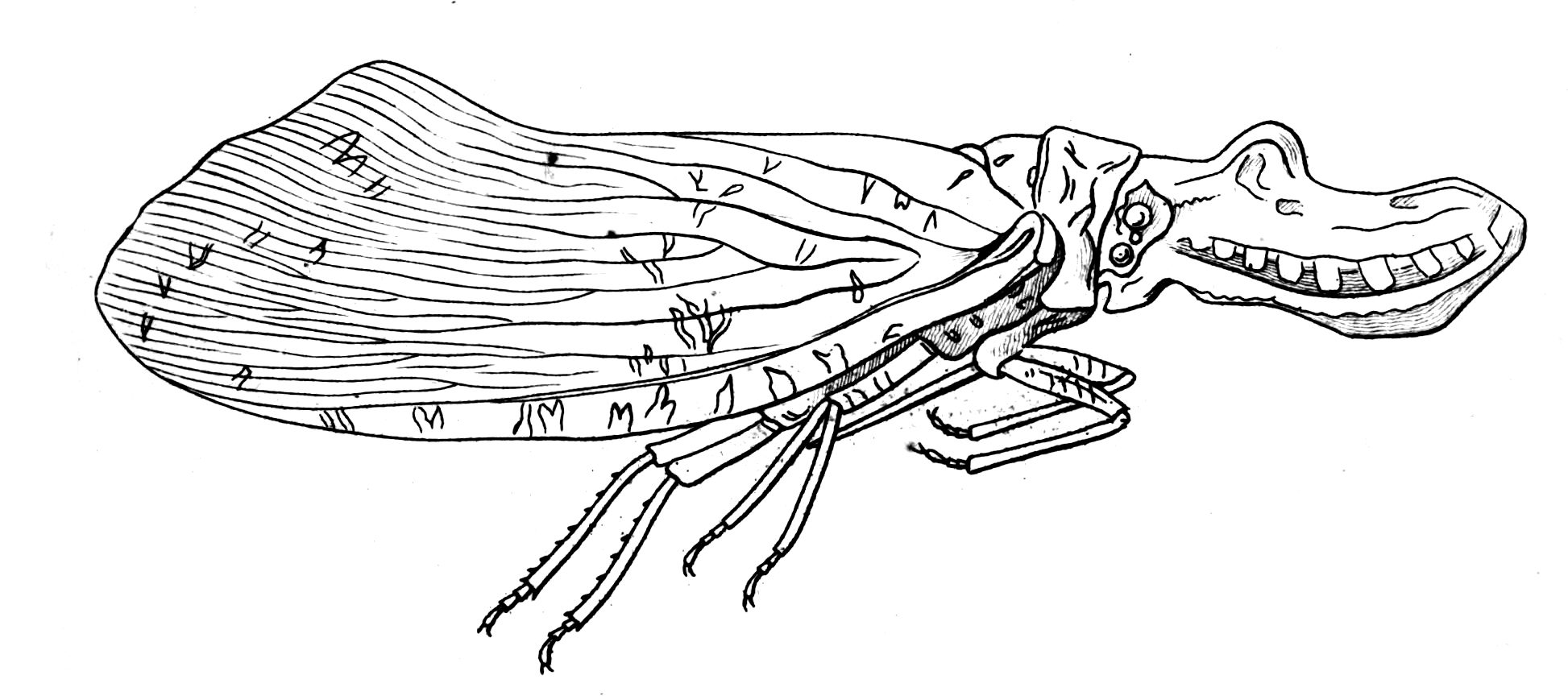
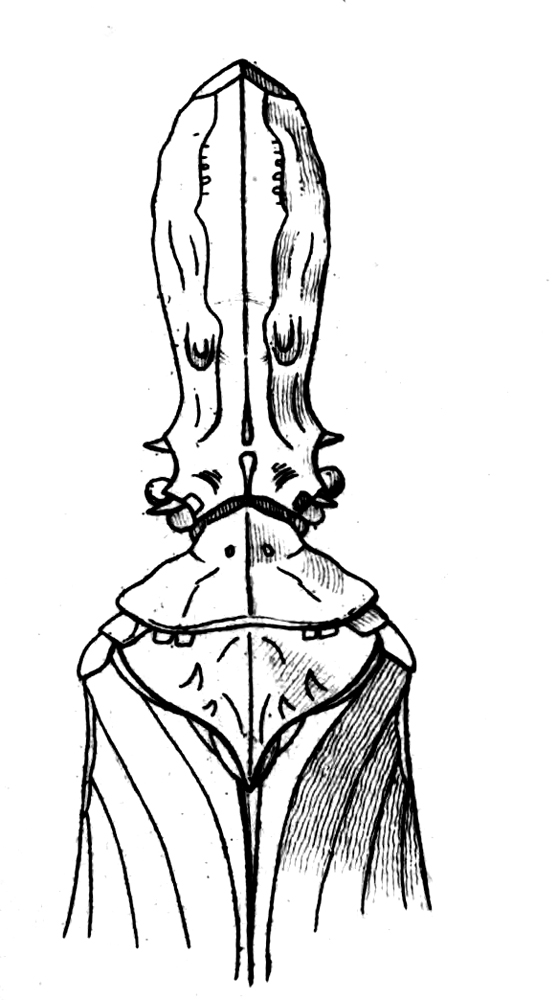